# Crambe tuberosa
Crambe tuberosa är en svampdjursart som beskrevs av Maldonado och Benito 1991. Crambe tuberosa ingår i släktet Crambe och familjen Crambeidae. Inga underarter finns listade i Catalogue of Life.